# Luis Slimming
Luis Alberto Slimming Castillo (Santiago de Chile, 11 de julio de 1987), conocido también con el apodo de «Don Comedia», es un comediante y guionista chileno.

## Biografía
Cursó estudios de matemáticas en la Universidad Católica de Chile, donde egresó y ejerció un tiempo como profesor. Sin embargo, siempre mantuvo su pasión por la comedia, oficio que lo llevó a participar del programa de Mega, Coliseo Romano en 2011. Pese a que no tuvo mayor éxito en dicho programa de televisión, se quedó trabajando como guionista. En dicho rol trabajó para comediantes como Stefan Kramer, Edo Caroe, Fabrizio Copano y Pedro Ruminot. Luego de mantenerse varios años detrás de los escenarios, en 2017 retomó su actividad en el stand up como comediante.
En enero de 2023 tuvo su consagración al participar de la 52.º versión del Festival del Huaso de Olmué, instancia en la que tuvo buena recepción por parte del público. Durante el mismo año, se incorporó al programa El Purgatorio de Canal 13, haciendo dupla con la también comediante Chiqui Aguayo en cada uno de los episodios.
En diciembre del mismo año se confirmó su participación en el LXIII Festival Internacional de la Canción de Viña del Mar del año siguiente, jornada en la que compartió escenario con las bandas Maná y Men at Work, donde homenajeó a Sandy y ganó gaviotas de plata y de oro.
En 2024 fue parte del elenco del programa El antídoto, conducido por Fabrizio Copano en Mega.
Además de su carrera como comediante en el ámbito del stand up, también forma parte del podcast El Sentido del Humor junto a sus amigos y humoristas Marcelo «Coronel» Valverde y Héctor Romero, con quienes tiene una productora bajo el mismo nombre. Asimismo, conduce el programa de entrevistas Entre Broma y Broma, donde invita a reconocidos humoristas y personajes relacionados con la comedia en Chile.

## Premios y reconocimientos
- 2023: Festival del Huaso de Olmué.
- 2023: Copihue de Oro al Mejor Podcast por el programa El Sentido del Humor.[12]
- 2024: Gaviota de Plata y de Oro, como humorista en el LXIII Festival de la Canción de Viña del Mar.
- 2025: Premio Caleuche como "Mejor Comediante".